# Чех, Ян Владиславович
Ян Владиславович Чех (род. 25 сентября 1991 года, город Сочи, СССР) — российский яхтсмен, победитель Чемпионата Европы и Этапа Кубка Европы в классе Laser Standard U21, бронзовый призёр Первенства Европы и победитель Этапа Кубка Европы в классе Laser 4.7, пятикратный чемпион России в классе 49er, Мастер спорта России.

## Биография
Родился в семье потомственных яхтсменов. Дед (Чех Юрий Николаевич) занимался строительством первого яхт-клуба Анапы в конце 70-х годов. Поэтому с самого раннего детства не стоял вопрос о выборе направления увлечений. Знакомство с парусом в жизни произошло в 3 года, именно тогда родители первый раз посадили в «Оптимист». Серьезно заниматься парусным спортом начал в 8 лет в 1999 году, в секцию паруса привели родители.
Первыми тренерами были мама (Чех Варвара Евгеньевна) и Анатолий Сергеевич Карачов.
Первой серьезной регатой стало Первенство России 2000 года которое проходило в Анапе.
Первой победой стала Балтийская регата, проходившая в Санкт-Петербурге в 2003 году, 3 место в общем зачете и 1 место по младшим юношам. За победу на этом соревновании Логинов В. И. вручил новый «Оптимист».
В 2004 году состоялась первая поездка за границу, на Первенство Финляндии, 3 место. После соревнований был приглашен стать частью команды «Finessa team». В 2005 году компания Finessa подарила специально изготовленную лодку, являясь единственным спортсменом из России в этой команде за все время ее существования.
Следующим значимым достижением стала бронза на Первенстве Европы в классе Laser 4.7, за малым не завоевав золото из за черного флага в последний гоночный день. В 2008 году на Чемпионате Мира в Хорватии, занял 8 место в общем зачете и 5 среди европейцев.
В 2009 году на Первенстве Европы в классе Laser Radial занял 4 место, что было очень обидно учитывая что до последнего дня был вторым. В том же году посетил Первенство Мира ISAF в Бразилии. Карьера в данном классе длилась всего 8 месяцев, за которые успел победить в Первенстве России и хорошо выступить на международном уровне.
В 2011 году в классе Laser Standard участвовал в Первенстве Европы где занял 1 место в зачете U21, и в 2013 году занял 3 место Чемпионата России после чего закончил карьеру в этом классе.
В 2014 году пересел на 49er, где уже на 3 месяц смог выиграть Кубок России.
2014 бронзовый призер Чемпионата России в классе 49er
2015 бронзовый призер Чемпионата России в классе 49er
2016 победитель Чемпионата России в классе 49er
2017 победитель Чемпионата России в классе 49er
2018 победитель Чемпионата России в классе 49er, попадание в золотой флот Чемпионата Мира впервые в истории участия россиян в этом классе яхт.
2019 победитель Чемпионата России в классе 49er
2020 победитель Чемпионата России в классе 49er.

## Достижения
- 5 кратный Чемпион России в классе 49er
- Яхтсмен года Санкт-Петербурга 2018

## Образование
Окончил КГУФКСТ по специальности «Теория и методика парусного спорта» с отличием в 2014 году.
Окончил срочную службу в спортивной роте ФАУ МО РФ ЦСКА г. Ростов-на-Дону в 2014—2015 году.